# Barnim V.

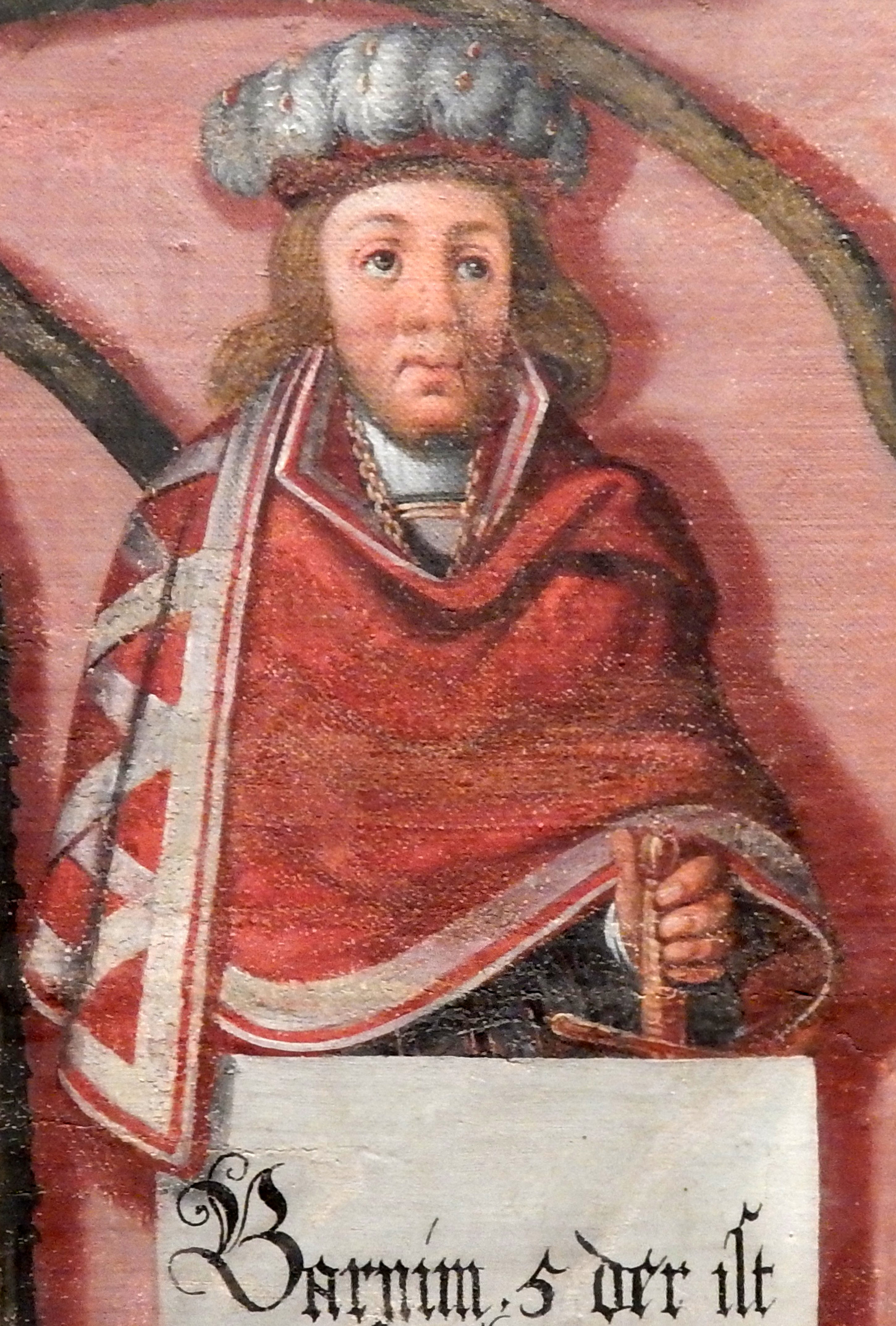
Barnim V., aus dem Stammbaum der Greifen von Cornelius Krommeny, 1598.

Barnim V. (* um 1369; † 1402 oder 1403) war ein Herzog von Pommern-Stolp.

## Leben
Barnim V. war der jüngste Sohn des Herzogs Bogislaw V. von Pommern-Stolp und dessen zweiter Gemahlin Adelheid von Braunschweig-Grubenhagen, einer Tochter von Herzog Ernst I. Nach dem Tod seines Vaters, 1373, stand er zusammen mit seinen Brüdern Wartislaw VII. und Bogislaw VIII. unter der Vormundschaft ihres Halbbruders Kasimir IV.
Nach Kasimirs Tod im Jahre 1377 übernahmen die Brüder gemeinsam die Herrschaft über das Teilherzogtum Stolp in Hinterpommern. Barnim studierte an der Universität Prag, wo er 1387 an der Juristischen Fakultät für Kanonisches Recht immatrikuliert wurde, strebte also offenbar damals ein geistliches Amt an. 1392 kehrte er nach Pommern zurück. 
Die Politik der Brüder Wartislaw VII., Bogislaw VIII. und Barnim V. schwankte zwischen Polen und dem Deutschen Orden. Als ihnen vom polnischen König das Dobriner Land vorenthalten wurde, das Kasimir gehört hatte, verbündeten sie sich mit dem Deutschen Orden. Im Jahre 1390 wechselten sie jedoch wieder auf die Seite Polens gegen den Deutschen Orden und Wartislaw VII. leistete am 2. November 1390 dem polnischen König Władysław II. Jagiełło den Lehnseid. 
Wartislaw VII. wurde 1394/1395 ermordet. Nunmehr regierten die Brüder Bogislaw VIII. und Barnim V. gemeinsam. Barnims Heirat einer litauischen Prinzessin im Jahre 1396 zeigt seine Annäherung an Litauen und Polen. Unstimmigkeiten zwischen den beiden Brüdern führten 1402 zu der Vereinbarung einer Teilung, bei der Barnim das Gebiet um Stolp, Schlawe und Neustettin erhalten sollte. Barnim starb aber bald darauf 1402/1403, so dass die vereinbarte Teilung folgenlos blieb. Nunmehr regierte Bogislaw VIII. allein in Pommern-Stolp. Wo Herzog Barnim V. bestattet wurde, ist unbekannt.

## Ehe
Barnim heiratete 1396 Hedwig von Litauen († nach 1405) eine Verwandte des Großfürsten Witold von Litauen. Die Ehe blieb kinderlos.